# Борьба за существование

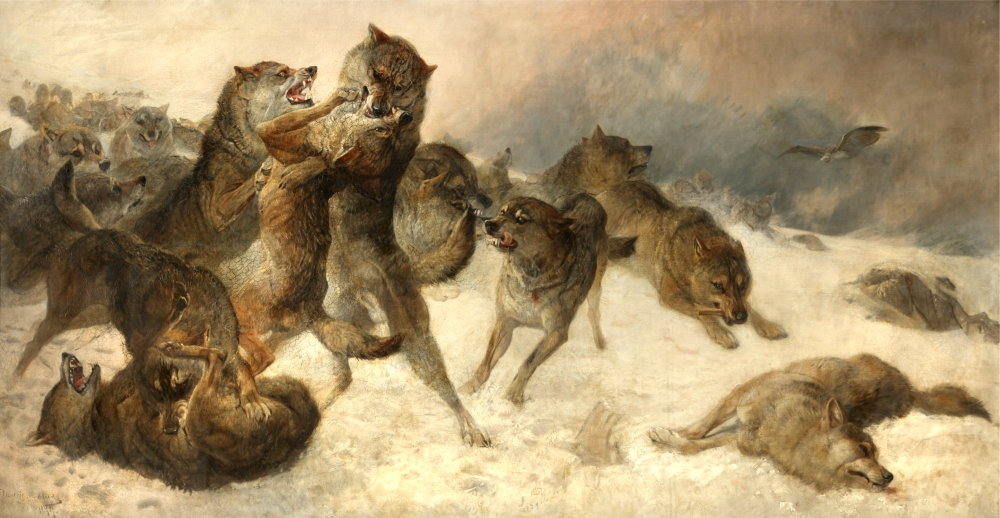
В 1879 году на своей картинке The Struggle for Existence Джордж Бувери Годдард изобразил борьбу за существование как борьбу насмерть между волками

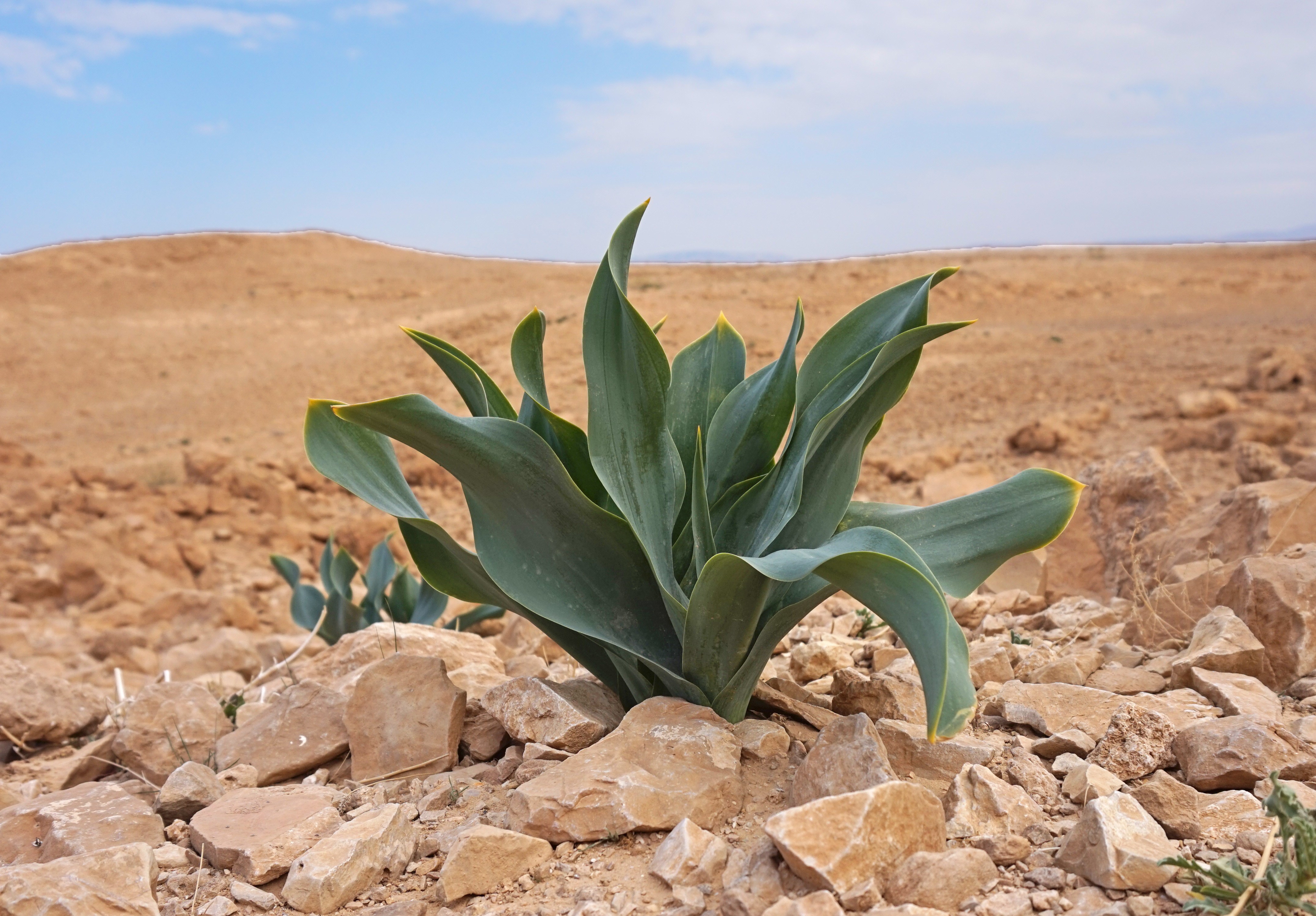
Чарлз Дарвин использовал термин «борьба за существование» в широком и метафорическом смысле, приводя в качестве примера растение на краю пустыни, которое «ведёт борьбу за жизнь против засухи, хотя правильнее было бы сказать, что оно зависит от влажности»

Борьба за существование (англ. Struggle for existence) — один из движущих факторов эволюции, наряду с естественным отбором и наследственной изменчивостью, совокупность многообразных и сложных взаимоотношений, существующих между организмами и условиями среды. Помимо этого, третья глава книги Чарльза Дарвина «Происхождение видов путём естественного отбора» также имеет название «Борьба за существование».

## Классификация
Чарльз Дарвин выделил 3 типа борьбы за существование:
Внутривидовая борьба — борьба, которая протекает наиболее остро, так как у всех особей вида совпадает экологическая ниша. В ходе внутривидовой борьбы организмы конкурируют за ограниченные ресурсы — пищевые, территориальные, самцы некоторых животных конкурируют между собой за оплодотворение самки, а также другие ресурсы. Для снижения остроты внутривидовой борьбы организмы вырабатывают различные приспособления — разграничение индивидуальных участков, сложные иерархические отношения. У многих видов организмы на разных этапах развития занимают разные экологические ниши, например, личинки жесткокрылых обитают в почве, а стрекоз — в воде, в то время как взрослые особи заселяют наземно-воздушную среду. Внутривидовая борьба приводит к гибели менее приспособленных особей, способствуя таким образом естественному отбору.
Межвидовая борьба — борьба за существование между разными видами. Как правило, межвидовая борьба протекает особенно остро, если у видов сильно перекрываются экологические ниши (часто у представителей одного рода или семейства). В ходе межвидовой борьбы организмы также конкурируют за одни и те же ресурсы — пищевые, территориальные. Межвидовая борьба за существование включает в себя отношения типа хищник — жертва, паразит — хозяин, травоядное животное — растение. Межвидовая борьба за существование во многих случаях стимулирует эволюционные изменения у видов, см. статью Гипотеза Чёрной королевы. Другим примером борьбы за существование является взаимно полезное влияние одного вида на другой или другие (например, мутуалистические отношения, комменсализм), подобным образом животные опыляют растения и переносят семена, питаясь нектаром, пыльцой и плодами. Часто межвидовая борьба за существование приводит к появлению приспособлений, как, например, в случае коэволюции цветковых растений и насекомых-опылителей. Обычно межвидовая борьба за существование усиливает и обостряет внутривидовую борьбу.
Борьба с неблагоприятными условиями окружающей среды — также усиливает внутривидовую борьбу-состязание, так как, кроме борьбы между особями одного вида, появляется также конкуренция за факторы неживой природы — например, минеральные вещества, свет и другие. Наследственная изменчивость, повышающая приспособленность вида к факторам окружающей среды, приводит к биологическому прогрессу.